# Antonietta Meo
Pour les articles homonymes, voir Méo.
Antonietta Meo (15 décembre 1930 - 3 juillet 1937) est une enfant italienne, reconnue vénérable par l'Église catholique.

## Biographie
Issue d'une famille romaine bourgeoise et profondément croyante, elle connait dès son plus jeune âge un attrait pour la prière. À l'âge de quatre ans, elle est inscrite dans la section des Petites de l'Action catholique féminine. Se distinguant de ses autres camarades, elle est intégrée dans le groupe des Benjamines dès l'âge de six ans et peut se préparer à la première communion.
Le 29 novembre 1936, elle fait sa première confession et le soir de Noël, reçoit la première communion. Désireuse de devenir sainte, elle suit particulièrement la spiritualité de sainte Thérèse de l'Enfant-Jésus.
Souffrant d'un cancer des os, elle dut être amputée d'une jambe et meurt prématurément, à l'âge de six ans.
Elle est enterrée dans la basilique Sainte-Croix-de-Jérusalem à Rome.

## Vénérable
Dès 1941, la présidente de l'Action catholique italienne propose l'ouverture de la cause en béatification et canonisation. Celle-ci s'ouvrira en 1972 après l'accord obtenu de la Congrégation pour les causes des saints.
Le 17 décembre 2007, le pape Benoît XVI lui attribue le titre de vénérable, étape vers la béatification. Antonietta Meo est la plus jeune candidate à la sainteté de toute l'histoire de l'Église catholique, qui ne soit pas martyre.